# Мирза Шафи Вазех
Мирза Шафи Вазех (азерб.  میرزا شفیع واضح / Mirzə Şəfi Vazeh; конец XVIII — начало XIX века, Гянджа — 16 [28] ноября 1852, Тифлис) — азербайджанский поэт и мыслитель, просветитель и педагог. Под псевдонимом Вазех, что означает «выразительный, ясный», писал как на азербайджанском, так и на персидском, развивая традиции поэзии на этих языках. Преподавал в Тифлисе азербайджанский и персидский языки. Совместно с русским педагогом Иваном Григорьевым написал первую хрестоматию азербайджанской поэзии и «Татарско-русский словарь» для Тифлисской гимназии.
Мирза Шафи писал газели, мухаммасы, рубаи, месневи и др. Его стихи носили интимно-лирический и сатирический характер. Помимо этого Вазех стоял во главе поэтического «Кружка мудрости». Основной темой произведений Вазеха были воспевание романтической любви, наслаждение жизнью, но в некоторых своих стихах Мирза Шафи обличал пороки феодального общества, выступал против закрепощения личности и религиозного фанатизма.
Немецкий поэт Фридрих Боденштедт, бравший у Вазеха уроки восточных языков, издал переводы стихов Вазеха в своей книге «Тысяча и один день на Востоке» (1850). Позднее вышла книга Боденштедта под названием «Песни Мирзы Шафи» (1851). Эти песни многократно переводились на европейские языки. Несмотря на то, что позднее Боденштедт стал выдавать стихи Вазеха за свои, сохранившиеся подлинники на персидском и азербайджанском языках доказали авторство Мирзы Шафи.

## Биография

### Дата рождения
Мирза Шафи Садых оглы родился на рубеже XVIII—XIX вв. в Гяндже. Точная дата рождения поэта не до конца ясна. В Большой советской энциклопедии, Краткой литературной энциклопедии и Философской энциклопедии сообщается, что Мирза Шафи родился в 1796 году, а ряд авторов пишет, что это произошло в 1794 году.
По сообщению востоковеда Адольфа Берже, в 1851 году он встречал на улицах Тифлиса «скромного, лет под 60, тюрка», который и был Мирза Шафи Вазех. Из слов Берже следует, что поэт родился до 1800 года. Совсем иные сведения содержатся в архивных документах. Так, в «формулярном списке о службе за 1845 год» написано, что Мирзе Шафи «от роду 40 лет» (из архивного дела «О служащих чиновниках Тифлисских уездных училищ на 1845 год»). Из этого следует, что Вазех родился в 1805 году. В то же время в «формулярном списке о службе за 1852 год» указано, что «от роду ему 45 лет», что говорит уже о том, что поэт родился в 1807 году (из архивного дела «О смерти младшего учителя татарского языке в тифлисских гимназиях Мирза Шафи»). Из всех этих сведений наибольшего доверия, по мнению востоковеда Ивана Ениколопова, заслуживает формулярный список о службе за 1845 год, который заверен подписью начальника Мирзы Шафи А. К. Монастырского.

### Происхождение
Отцом Мирзы Шафи был Кербалай Садых, или точнее Уста (Устад) Садык, который служил зодчим у последнего гянджинского хана Джавад-хана. Дед по отцу — некий Мухаммад — также являлся коренным жителем Гянджи. Старший брат поэта, Абдул-Али, как и отец, стал рабочим на строительстве зданий, поскольку должен был продолжать отцовское ремесло в силу традиций.
Мирза Шафи родился в годы, когда Российская империя, присоединив Грузию, начинала завоёвывать отдельные ханства и области. Вскоре был предпринят и захват Гянджи, родного города Мирзы Шафи. В январе 1804 года Гянджа была взята штурмом. Желая искоренить в крае память о некогда могущественном ханстве, тогдашний главнокомандующий в Грузии генерал Цицианов переименовывает Гянджу в Елисаветполь (в честь жены Александра I — Елизаветы Алексеевны), а саму территорию ханства под названием «Елисаветпольского уезда» присоединяет к Российской империи. Семья Мирзы Шафи тяжело пережила эти события. Его отец Садых, который в то время был строителем ханских построек, потерял доход.
Кавказовед Адольф Берже, ссылаясь на М. Ф. Ахундова, а также М. А. Сальяни и некоторые другие исследователи отмечали, что после падения в 1804 году Гянджинского ханства отец Мирзы Шафи сильно пострадал и разорился, затем заболел и скончался спустя некоторое время после войны. Точная дата смерти отца поэта неизвестна, но по предположению литературоведа Али Аждара Сеид-Заде относится к началу 1805 года. Факт разорения отца Мирзы Шафи подтверждает поэт Шакир в своём письме поэту Закиру, в котором «Садык из Гянджи» (отец Мирзы Шафи) упоминается наряду с неким Гаджи-Курбаном, который будучи богатым человеком, совершенно обнищал. Зодчий Садык из Гянджи был настолько известен даже в соседних ханствах, что его имя приводили в качестве примера резкого обнищания некогда состоятельного человека.
Все послужные списки Мирзы Шафи отмечают его происхождение «из духовного звания». Из этого Ениколопов делает вывод, что отец Шафи получил духовное звание после того, как совершил паломничество в город Кербела, прибавив к своему имени «Кербалай».
По сведениям историка Михаила Семевского, Мирза Шафи был «добрый, простой человек, татарин по происхождению и персиянин по воспитанию».

### Учёба в медресе
Склонность Шафи к книгам и науке проявились рано. В связи с этим отец отдал его в медресе при шах-аббаской мечети в Гяндже. Богобоязненный отец хотел, чтобы его сын был муллою — мусульманским духовным лицом. В медресе у Шафи расширился кругозор, здесь он получил первоначальные знания персидского и арабского языков и научился чистописанию, в котором дошёл впоследствии до совершенства. Адольф Берже в своей статье «Zeitschrift der deutschen morgenländischen Gesellschaft» (Лейпциг, 1870) писал:
Его успехи в изучении арабского языка были не блестящи, второй же (то есть персидский) он охватил, поскольку это было возможно, без основательного знания арабского.
У кого Мирза Шафи учился в Гяндже, точно не известно. По версии А. Сеид-Заде, его учителем был некий Молла-Панах (не путать с Молла Панах Вагифом, известным азербайджанским поэтом). Иногда в печати ошибочно упоминалось имя Молла-Гусейна Пишнамаза (1783—1859). Пишнамаз был учителем по чистописанию Мирзы Фатали Ахундова, который также посещал школу Мирза Шафи, ведшего борьбу против этого Пишнамаза.
Мирзу Шафи, однако, не тянуло стать муллою. Он больше всего желал изучать литературу и языки. Но пока отец был жив, Шафи ему не перечил и продолжал образование в медресе. Тем не менее после кончины отца Мирза Шафи ушёл из медресе, с владельцами которого не ладил.
Ко времени смерти отца, когда Шафи ещё учился в медресе, из Тебриза в Гянджу вернулся некто Хаджи-Абдулла, человек, по словам Берже, «замечательных душевных качеств и высокой нравственности». Этот Хаджи-Абдулла сыграл значительную роль в формировании личности Мирзы Шафи.
По сведениям Адольфа Берже, Хаджи-Абдулла родился в Гяндже и поехал в Тебриз заниматься торговлей. В Персии он посетил святые места, совершил оттуда паломничество в Мекку. На обратном пути он жил некоторое время в Багдаде, где познакомился с дервишом по имени Сеид-Саттар, который внушил ему свои убеждения и веру суфиев. В Гяндже Хаджи-Абдулла постоянно спорил с местными муллами и ахундами мечети шаха Аббаса, доказывая несостоятельность и нелепость религиозных предрассудков и суеверий. В связи с этим у него появилось много врагов и недоброжелателей среди духовенства.
Хаджи-Абдулла покровительствовал молодому Шафи, который был в то время учеником медресе, просвещал его. Увидев такой переворот в образе мыслей молодого Шафи, муллы медресе отказались от дальнейших с ним занятий. В связи с этим Шафи вынужден был покинуть медресе. Отсюда, по словам Берже, начинается развитие полного презрения Шафи к духовенству. Мирза Шафи сторонился мулл ещё до знакомства с Хаджи-Абдуллой. По словам Сеид-Заде, схожесть его взглядов с Хаджи-Абдуллой сложилась именно на этой основе. В его спорах с муллами Мирза Шафи поддерживал Хаджи-Абдуллу, который оказал сильное влияние на судьбу Мирзы Шафи и, по предположению А. Сеид-Заде, усыновил его.

### Жизнь в Гяндже после оставления медресе
Как сообщает Берже, в те дни, когда Шафи оставил медресе, дочь Джавад-хана Пюста-ханум искала себе мирзу для переписки и управления домом с двумя маленькими деревнями. Пюста-ханум и Хаджи-Абдулла были соседями и хорошо знали друг друга. Узнав о намерении Пюста-ханум, Хаджи-Абдулла рекомендовал ей Шафи как человека, «на честность которого она могла вполне положиться» и который не только знал персидский язык, принятый в те годы в переписке в Закавказье, но и обладал красивым почерком.
Пюста-ханум взяла к себе Шафи и тот с тех пор, по словам Берже, стал именоваться Мирзой Шафи. Но, как отмечает литературовед Али Аждар Сеидзаде, Адольф Берже не прав, утверждая, что имя «Мирза» он взял в связи с тем, что стал письмовладельцем ханской дочери, поскольку ещё в эти годы Мирза Шафи создал при мечети шаха Аббаса свою частную школу, в которой преподавал каллиграфию и восточные языки. У Пюсты-ханум Мирза Шафи служил недолго. В 1826 году между Персией и Россией вновь вспыхнула война. Персы под управлением Угурлу-хана, старшего сына Джавад-хана, захватили Гянджу и около трёх месяцев оставались здесь. После поражения в Шамхорской битве армия Угурлу-хана вынуждена была покинуть Гянджу. Угурлу-хан вместе со свой сестрой Пюста-ханум отправился в Персию (это историческое событие подтверждает граф Симонич — автор «Записок о персидской войне» (Кавказский сборник, том 22)).
После этого Мирза Шафи начал ежедневно посещать мечеть Гянджи, где в одной из келий занимался переписыванием разных мусульманских книг для заработка, чего вместе с поддержкой от Хаджи-Абдуллы должно было хватать ему на жизнь. Однако смерть Хаджи-Абдуллы в 1831 году лишила Шафи этой помощи. На смертном одре Хаджи-Абдулла завещал Мирзе Шафи 400 думатов, но Шафи получил только половину, поскольку остальные не сумел взять у наследников. Эти деньги помогли Шафи выплатить долги и приобрести самое необходимое. После этого Мирза Шафи продолжил заниматься переписыванием книг в мечети, но поскольку вскоре в Персии была введена литография, данное занятие стало для него маловыгодным и он оказался на грани нищеты.
Сообщавший о ранних годах Мирзы Шафи Адольф Берже имел в своём распоряжении большой материал, пополняя его расспросами старожилов, к примеру, «просвещённого шейх-уль-ислама Ахунда Молла Ахмеда», о чём писал сам Берже. Часть биографических сведений про Мирзу Шафи за период его жизни в Гяндже сохранилась в его формулярном списке на 1845 год. Из этого списка следует, что до переезда в 1840 году в Тифлис Шафи «занимался частным преподаванием арабского и персидского языков в городе Елисаветполе».
В конце 20-х годов XIX века встречаются первые упоминания о Мирзе Шафи как о поэте. В частности, когда в Тебризе поэт мулла Фетх-Улла, известный позднее как Фазыл-хан, подверг сатирическому осмеянию министра иностранных дел Ирана Абул-Хасан-хана, то часть поэтов, среди которых был и «уроженец Елисаветполя — поэт Мирза Шафи», стала защищать министра.
В начале 1830-х годов Мирза Шафи влюбился в Зулейху, дочь Ибрагим-хана Ганджинского (подробнее см. раздел «Личная жизнь»). Эта любовь нашла в дальнейшем отражение в его поэтическом творчестве.
В Елисаветполе у Мирзы Шафи учился также Мирза Фатали Ахундов, приехавший в город в 1832 году. Ахундов учился у Вазеха искусству писать почерком «насталик». Мирза Шафи сыграл большую роль в формировании взглядов Ахундова. По воспоминаниям Мирзы Фатали, именно Мирза Шафи отговорил Ахундова стать духовным лицом.

### Годы преподавания в Тифлисе
В 30-40 е годы XIX века Мирза Шафи зарабатывал на хлеб, работая секретарём у богатых людей. В Елисаветполе Шафи также преподавал восточные языки и каллиграфию. В конце 1840 года он переехал в Тифлис, где получил место младшего преподавателя. С 1840 года преподавал в Тифлисе азербайджанский и персидский языки. Именно в Тифлисе Вазех имел тесные связи с Хачатуром Абовяном, Аббас Кули Ага Бакихановым, Мирзой Фатали Ахундовым и другими деятелями культуры..
В 1846 году Вазех вернулся в родную Гянджу, где стал преподавать в школе. Также в Гяндже Мирза Шафи продолжал сочинять стихи. В 1850 году Мирза Шафи снова переехал в Тифлис. Здесь в Тифлисской гимназии он занимал должность учителя персидского и азербайджанского языков.
В 1852 году Мирза Шафи Вазех, будучи преподавателем в Тифлисе, ещё до появления «Вэтэн дили» составил с одним из воспитанников Мирзы Казембека в Москве, Иваном Григорьевым, учебник «Китаби-тюрки» — первую хрестоматию азербайджанской поэзии.

#### Вазех и Боденштедт
В 1844 году в Тифлис приехал немецкий литератор и ориенталист Фридрих Боденштедт, проявлявший большой интерес к жизни Кавказа и пожелавший брать уроки восточных языков. В 1845 году Боденштедт перестал заниматься преподаванием в тифлисской гимназии, однако продолжал заниматься изучением восточных языков. Вскоре по приезде в Тифлис он познакомился с Мирзой Шафи, под руководством которого и изучал азербайджанский и персидский языки. Уроки проходили три раза в неделю, а после них Мирза Шафи исполнял для гостя песни собственного сочинения. Мирза Шафи к этому времени был учителем в Тифлисской гарнизонной школе и впоследствии, по ходатайству Боденштедта, был назначен учителем азербайджанского языка в Тифлисской гимназии.
В 1847 году Боденштедт уехал из Тифлиса, взяв с собой тетрадь стихов Мирзы Шафи под заголовком «Ключ мудрости». В 1850 году Боденштедт издал объёмистую книгу «1001 день на Востоке» («Tausend und ein Tag im Orient»), часть которой посвящена Мирзе Шафи Вазеху. В 1851 году вышла книга «Песни Мирзы-Шафи» («Die Lieder des Mirza-Schaffy») в переводе Ф. Боденштедта. Через двадцать лет после смерти Мирзы Шафи, в 70-е годы XIX века, Боденштедт издал книгу «Из наследия Мирзы Шафи», в которой объявил, что песни Мирзы Шафи будто бы не являются переводами и обязаны своим существованием лично Боденштедту. Тем не менее, до наших дней сохранились подлинники на персидском и азербайджанском языках, доказывающие авторство Мирзы Шафи. То, что Боденштедт является только автором пролога книги «Песни Мирзы-Шафи», говорит само название — «Die Lieder des Mirza-Schaffy mit einem Prolog von Fr. Bodenstedt». Кроме того, один из ранних переводчиков книги В. Марков, желая угодить Боденштедту, пишет только про «Пролог» в предисловии к своему переводу, помещённому в сборнике «На встречу».
Из жизни Мирзы Шафи полностью заимствован сюжет «Песен». Так, цикл под названием «Зулейха» посвящён первой любви Мирзы Шафи Зулейхе, которую официально звали Нохбике. Когда Боденштедт был в Тифлисе, она жила в селе Дженгутай в Дагестане. Другой цикл песен «Мирза-Юсуф» связан с одним из приятелей Мирзы Шафи — Мирзой-Юсуфом Шахназаровым, о котором имеются подробные сведения в архивных делах. Следующий цикл «Хафиза» посвящён Мирзой Шафи жившей в Тифлисе любимой женщине, на которой тот женился. В одной из глав «Песен» Мирза Шафи называет себя сыном Абдуллы (имя его покойного приёмного отца). По словам Ениколопова, это имя, так же, как и имена министров Ирана и подробное изложение жизни поэта Хафиза, также содержащиеся в «Песнях Мирзы Шафи», не могли быть известны на Западе во время написания книги Боденштеда.
Помимо этого, в черновой тетради Мирзы Фатали Ахундова из его личного архива, переданного его внуком в 1934 году Азербайджанскому государственному музею, имеется собственноручная запись Ахундова о Мирзе Шафи, в котором он также отмечает, что песни Мирзы Шафи были опубликованы в Германии.

### Кончина
Мирза Шафи Вазех скончался в Тифлисе 16 (28) ноября 1852 года. Ещё в 1851 году Адольф Берже по приезде в Тифлис встречал на улицах, по словам историка Михаила Семевского, «скромного, лет под 60, татарина», который был учителем в одной из мусульманских школ. Это был Мирза Шафи Вазех. А когда Берже в следующем, 1852 году разыскивал его, чтобы с ним познакомиться, Мирза Шафи уже умер. По словам Берже, кончина Мирзы Шафи последовала от воспаления желудка. Поначалу казалось, что состояние Шафи улучшается, поскольку он начал заметно поправляться. Однако Вазех, проигнорировав советы лечащего его врача, объелся винограда, который по его желанию подал ему мальчик-слуга. Когда же друг Мирзы Шафи и его почитатель Мирза-Хасан из Ордубада, который часто посещал поэта, видя его страдающим, просил его не есть виноград, который может грозить ему смертью, тот, по словам Семевского, спокойно отвечал: «а что за беда и умереть, для чего жить, разве я мало повозился, уча дураков армян в школе?». После этого Шафи стало знобить и в ночь с 16 на 17 ноября 1852 года он скончался.
День смерти Вазеха был отмечен следующей заметкой, помещённой в «Актах Кавказской Археологической Комиссии» (том X, стр. 832):
Скончался Ноября 16 дня 1852 года в Тифлисе Мирза-Шафи Садых-оглы, получивший громкую известность благодаря известному сочинению Боденштедта.
Похоронили поэта на мусульманском кладбище в Тифлисе (ныне — Пантеон выдающихся азербайджанцев на территории Ботанического сада). Адольф Берже писал:
В частной жизни Мирза-Шафи удалось добиться любви всех, которые его знали за его высокую нравственную чистоту и редкие качества сердца. Его могила находится в Тифлисе и давно заросла.

## Творчество и наследие
| |  |
| Слева — страница из «Татарской хрестоматии Адербейджанского наречия» (1852 год), составленной Мирзой Шафи Вазехом и учителем восточных языков Тифлисской гимназии Ив. Григорьевым, справа — Обложка немецкого издания «Песен Мирзы Шафи» (1890) |  |

Под псевдонимом Вазех, что означает «выразительный, ясный», Мирза Шафи писал газели, мухаммаса, рубаи, месневи и др. Его стихи носили интимно-лирический и сатирический характер. Помимо этого Вазех стоял во главе поэтического «Кружка мудрости». Основной темой произведений Вазеха были воспевание романтической любви, наслаждение жизнью. В некоторых же своих стихах Мирза Шафи обличал пороки феодального общества, выступал против закрепощения личности и религиозного фанатизма.
Авторству Мирзы Шафи Вазеха принадлежит также первая хрестоматия азербайджанской поэзии и «Татарско-русский словарь» (совместно с русским педагогом И. Григорьевым) для Тифлисской гимназии.
До 1960-х годов считалось, что литературное наследие Мирзы Шафи Вазеха дошло до нас лишь в виде переводов, и что оригиналы его стихов утеряны. В одной из заметок, помещенной в «Литературной газете» в номере от 31 января 1963 года, сообщалось, что найдены подлинники стихов Мирзы Шафи на азербайджанском языке и фарси. Стихов Мирзы Шафи на азербайджанском и персидском языках (он писал под псевдонимом Вазех), сохранилось мало. Лучшие произведения Мирзы Шафи, переведённые Наумом Гребнёвым как с азербайджанских и персидских подлинников, так и с немецкого текста Боденштедта, вошли в книгу «Вазех М.-Ш. Лирика» (Москва, 1967).
Боденштедт привёл одну характерную черту Вазеха — его нелюбовь к печатным книгам. По мнению поэта, настоящие учёные не нуждаются в печатании. Мирза Шафи Вазех был прекрасным каллиграфом. Боденштедт сообщает:
Мирза Шафи писал очень красиво и при этом вносил красоту и разнообразие: буквы приспосабливал к содержанию текста. Если ему приходилось писать про обыкновенные вещи, то он облекал их в будничную одежду, красивые — в праздничную, в письмах к женщинам он писал особенным тоненьким почерком.
В своих воспоминаниях М. Ф. Ахундов уточняет, что Вазех «обладал искусством писать красивым почерком, известным под именем „Наста’лик“». Боденштедт увёз значительную часть стихотворений Мирза Шафи в Германию, где опубликовал их в переводе на немецкий язык. В 1850 году он опубликовал в Штутгарте книгу «1001 день на Востоке», куда включил часть стихов Вазеха. В 1851 году они вышли в Берлине на немецком языке отдельным изданием — «Песни Мирза Шафи». Эти песни стали столь популярными, что переиздавалась каждый год и переводились на многие языки. На русский язык «Песни Мирзы Шафи» (с немецкого) впервые перевёл Н. И. Эйферт (издание 1880, 1903). В 1880 году он писал: «„Песни Мирза Шафи“, выдержавшие уже до 60 изданий, одно из любимейших в Германии произведений современной поэзии». Они были переведены на английский, французский, итальянский, персидский, венгерский, чешский, шведский, голландский, фламандский, датский, испанский, португальский, практически на все славянские языки и даже на древнееврейский язык.
Перевод на итальянский был осуществлён писателем Росси. На русский язык стихотворения Мирзы Шафи в 1860-х годах перевёл русский поэт М. Л. Михайлов. Позднее, в 1903 году, появился новый перевод на русский язык, осуществлённый И. С. Проданом. Произведения Вазеха привлекли к себе внимание Л. Н. Толстого. В 1880 году Толстой сообщал А. А. Фету, что один знакомый привёз ему недавно книгу стихов Мирза Шафи, которая произвела на него глубокое впечатление.
Композитор и пианист А. Г. Рубинштейн написал на слова Мирза Шафи (в переводе П. И. Чайковского) вокальный цикл «Персидские песни».

## Личная жизнь
Первой возлюбленной Мирза Шафи Вазеха стала дочь Ибрагим-хана Гянджинского по имени Нохбике, которую Мирза Шафи встретил в доме дочери Джавад-хана Пюста-ханум. Увидев Нохбике, Мирза Шафи посвятил ей стихотворение «Зулейха», поскольку красота девушки напоминала ему красоту героини дастана «Юсуф и Зулейха». Ежедневно Шафи приходил к Нохбике и пел свои стихи. Вскоре он обратил на себя внимание, и на одном из состязаний поэтов даже вышел победителем. Однако девушку к тому времени уже сосватали за владетеля Аварии Ахмед-хана. Тогда Вазех принял решение похитить невесту, но его планы сорвались: из-за бури возлюбленные спрятались в одной из деревень, где их позднее нашли и привели домой.
Во второй раз Шафи влюбился в девушку по имени Хафиза, известную в Тифлисе красавицу. После долгих ухаживаний Вазех добился благосклонности девушки и её матери. Однако отец девушки был против брака, пока Вазех не будет достаточно богат. Тогда по совету Боденштедта Мирза Шафи попытался поступить учителем в гимназию, но к этому времени отец Хафизы скончался и вскоре Вазех женился на Хафизе.
Помимо этого, в сборнике поэта Мирза Мехти Наджи содержится одно стихотворение-мюламма Вазеха, написанное на персидском, арабском и азербайджанском языках, которое посвящено некой красавице. По словам Наджи, эта девушка была любовницей Вазеха в Тифлисе и вышла замуж за сына некоего княза. Однако и после этого Вазех вновь продолжал ей писать.
Согласно архивным материалам, Вазех женился по возвращении в Гянджу, на этот раз на уроженке города Сеид Нисе, дочери Сеид Яхьи.

## Память
- Согласно Хамиду Альгару, Мирза Шафи Вазех стал прототипом образа поэта Гаджи Нури из комедии М. Ф. Ахундова «Молла Ибрагим-Халил, алхимик, обладатель философского камня» 1850 года[45].
- В Гяндже установлен памятник Вазеху[46].
- Надгробный памятник Вазеху установлен в Тбилиси.
- Именем Шафи названа улица в Тбилиси
- В поселке Гюлистан[англ.] города Гянджа, в парке, носящем имя поэта, был поставлен памятник Вазеху[47].
- Художник С. Саламзаде написал картину «Мирза Шафи и Хачатур Абовян»[48].
- Портрет Мирза Шафи Вазеха работы Б. М. Халилова Хранится в Центре Мехсети Гянджеви в Гяндже.
- Имя Вазеха носит школа № 16 имени М. Ш. Вазеха в Гяндже.
- В 2010 году в родном городе Боденштедта, в Пайне азербайджанскими скульпторами братьями Теймуром и Махмудом Рустамовым была установлена памятная доска, посвящённая Мирза Шафи Вазеху и его ученику Фридриху фон Боденштедту[49].
- В 2012 году был снят художественный фильм «Посол зари», посвящённый Мирза Фатали Ахундову, где роль Вазеха сыграл Заслуженный артист Азербайджана Айшад Мамедов[50].
- В 2014 году из Германии в Гянджу были привезены произведения Вазеха и началась работа над их переводом[47].
- В 2017 году в Гяндже открылся музей Мирзы Шафи Вазеха[51].

- Бюст установленный перед входом Гянджинского филиала НАН Азербайджана
- Изображение Мирза Шафи Вазех на окне здания Музея азербайджанской литературы имени Низами Гянджеви в Баку
- Улица Мирзы Шафи в Тбилиси
- Улица Мирзы Шафи в Баку
- Школа в Гяндже по имени Мирза Шафи Вазех
- Музей Мирзы Шафи Вазеха в Гяндже

## Переводы на русский язык
- Мирза-Шафи Вазех. Перевод и предисловие Наума Гребнева. — Баку, Азербайджанское государственное изд-во, 1964, 200 с.
- Мирза-Шафи Вазех. Лирика. Перевод Н. Гребнева и Л. Мальцева. — М.: Художественная литература, 1967. — 232 с.
- Мирза-Шафи Вазех. Избранное. Перевод и предисловие Наума Гребнева. — Баку, Азербайджанское государственное изд-во, 1977, 200 с. Тираж 10.000
- Мирза Шафи Вазех. Избранная лирика. Перевод Наума Гребнева. Предисловие Вагифа Арзуманова. — Баку, «Язычы», 1986. 240 с.